# Großer Glasowsee

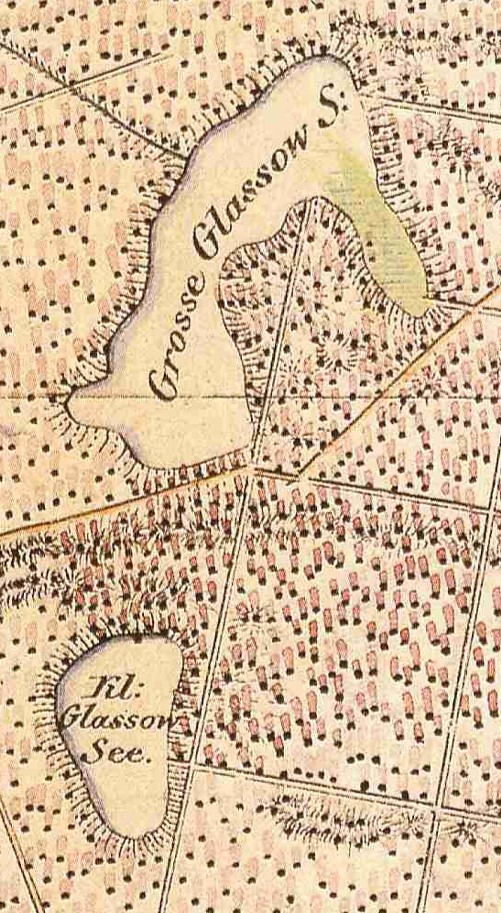
Großer und Kleiner Glasowsee im Ortsteil Schluft, Gem. Schorfheide, Lkr. Barnim, Brandenburg, Ausschnitt aus dem Urmesstischblatt 3047 Groß Schönebeck von 1825

Der Große Glasowsee ist ein länglicher, stark strukturierter, natürlicher See im Ortsteil Schluft der Gemeinde Schorfheide im Landkreis Barnim (Brandenburg).

## Lage
Der Große Glasowsee liegt ca. 2,2 km nordöstlich von Schluft, etwa 2 km südlich von Groß Dölln und 6,2 km nördlich vom Ortskern von Groß Schönebeck. Er ist völlig von Wald umgeben, ein Waldweg führt an das südöstliche Ufer.

## Hydrographie
Der längliche See erstreckt sich in Nordnordost-Südsüdwest-Richtung und hat hier eine maximale Länge von 1,1 km. Er ist allerdings stark gegliedert, in ein kleineres, längliches Nordbecken und ein etwas größeres, mehr gerundetes Südbecken. Nord- und Südbecken sind durch einen nur etwa 50 Meter breiten Flaschenhals miteinander verbunden. Das nördliche Teilbecken ist sehr flach. Dort hat sich im südlichen Bereich, etwas nordöstlich des Flaschenhalses bereits eine kleine Insel gebildet. Das Gewässerkataster gibt die Seefläche mit 33,1 ha an, nach Eckstein waren es 1908 36,6 ha. Die Website Fisch-Hitparade gibt eine Seefläche von nur noch 27,4 ha an. Die topographische Karte 1:25.000 3047 Groß Schönebeck gibt für die Zeit um 1900 noch eine Höhe des Seespiegels von 53,4 m ü. NHN. Zwischen 1991 und 1997 schwankte er zwischen 50,7 und 51,35 m. Bei einer Messung im Jahr 2013 war er wieder auf 51,60 Meter. Die maximale Probennahmetiefe nach dem Gewässerkataster war 6 Meter; Eckstein gibt einen Tiefenwert von 3 Meter an. 1993 hatte der See nach dem Gewässerkataster einen Trophie-Index von 2,8, d. h. der See ist (bzw. war damals) eutroph, und nicht geschichtet.
Der Große Glasowsee hat keinen Zufluss, aber einen Ausfluss, den Glasowgraben, der zum Trämmersee verläuft. Er ist aber meist ausgetrocknet. Der Glasowgraben war früher kanalartig ausgebaut und wurde zum Flößen von Holz genutzt.

## Geschichte
Bereits 1451 werden die beiden Glasowseen urkundlich erwähnt (Sehen .. die glasaw). 1589 heißt es schon: der große Glasow. In der Schmettaukarte ist er als Gr. Glasow See verzeichnet. Im Urmesstischblatt ist der See als Grosse Glassow See eingezeichnet. Er war damals noch etwas größer und hatte vom nördlichen Teilbecken ausgehend eine weite, verlandende Ausbuchtung nach Südosten. Der heute sehr enge Flaschenhals war damals noch breiter. Das Messtischblatt 1: 25.000 Groß Schönebeck (um 1900) führt ihn bereits unter dem heutigen Namen. Der Name leitete sich von einer plb. Grundform *Glasov- zu *glaz = Stein ab.

## Nutzung
Nach Eckstein gab es damals (1908) vor allem Schleie, Blei und Hecht im See. Der See ist heute von der Seenfischerei Prenden gepachtet, die auch Gastkarten ausgibt.